# Big Sky (série télévisée)
Big Sky est une série télévisée américaine en 47 épisodes de 42 minutes créée par David E. Kelley et diffusée entre le 17 novembre 2020 et le 18 janvier 2023 sur le réseau ABC et en simultané au Canada sur le réseau CTV pour les deux premières saisons, puis sur CTV 2.
Série adaptée des livres avec les détectives Cody Hoyt et Cassie Dewell "The Highway" en français "Au bout de la route, l'enfer" de C. J. Box.
Dans les pays francophones, la série est diffusée depuis le 23 février 2021 sur le service Disney+, via la chaîne virtuelle Star.

## Synopsis
Deux jeunes filles sont enlevées par un chauffeur de poids-lourds près de la localité d'Helena dans le Montana. Le petit ami inquiet de l'une d'entre elles fait appel à sa mère Jenny Hoyt. C'est une ex-flic travaillant dans une agence de détectives privés avec son associée Cassie Dewell.
Elles découvrent rapidement que ce ne sont pas les seules filles qui ont disparu dans la région. D'autre filles ayant disparu près de relais routiers, une enquête a lieu.

## Distribution

### Acteurs principaux
- Katheryn Winnick (VF : Barbara Beretta) : Jenny Hoyt
- Kylie Bunbury (VF : Fily Keita) : détective privé Cassie Dewell
- Dedee Pfeiffer (VF : Catherine Davenier) : Denise Brisbane, la secrétaire de Cody
- Jensen Ackles (VF : Fabrice Josso) : Beau Arlen, le nouveau shérif[6],[7] (saison 3, invité saison 2)
- Jamie-Lynn Sigler (VF : Ariane Aggiage) : Tonya Walsh (saison 3, récurrente saison 2)
- J. Anthony Pena (VF : Christophe Lemoine) : Sherif Mo Poppernak (saison 3, récurrent saison 2)
- Reba McEntire (VF : Blanche Ravalec) : Sunny Barnes (saison 3)

### Anciens acteurs principaux
- Ryan Phillippe (VF : Damien Ferrette) : détective privé Cody Hoyt, coéquipier de Cassie (saison 1)
- Natalie Alyn Lind (VF : Nadine Girard) : Danielle Sullivan (saison 1)
- Jade Pettyjohn (VF : Claire Bouanich) : Grace Sullivan (saison 1)
- Ted Levine (VF : Féodor Atkine) : Horst Kleinsasser[8] (saison 1)
- Valerie Mahaffey (VF : Élisabeth Fargeot) : Helen Pergman, la mère de Ronald (saison 1)
- Jesse James Keitel (VF : Hervé Rey) : Jerrie Kennedy (saison 1, invitée spéciale saison 2)
- John Carroll Lynch (VF : Jean-François Aupied) : Rick Legarski (saison 1) / Wolfgang « Wolf » Legarski (saison 2)
- Brian Geraghty (VF : Alexandre Gillet) : Ronald Pergman (saisons 1 et 2)
- Omar Metwally (VF : Serge Faliu) : Mark Lindor (saison 2, récurrent saison 1)
- Anja Savcic (VF : Claire Baradat) : Scarlet Leyendecker[9] (saison 2, récurrente saison 1)
- Janina Gavankar (VF : Déborah Claude) : Ren Bhullar (saison 2)
- Logan Marshall-Green (VF : Anatole de Bodinat) : Travis Stone (saison 2)

### Acteurs récurrents
Introduits dans la saison 1
- Brooke Smith (VF : Véronique Augereau) : Merrilee Legarski (saison 1)
- Jeffrey Joseph (VF : Frantz Confiac) : Joseph Dewell
- Gage Marsh (VF : Hugo Brunswick) : Justin Hoyt (saison 1)
- Gabriel Jacob-Cross (VF : Cécile Gatto) : Kai Dewell
- Camille Sullivan (VF : Sandrine Cohen) : Joanie Sullivan[10] (saison 1)
- Chad Willett (en) (VF : Hervé Caffin) : Robert Sullivan[10] (saison 1)
- Patrick Gallagher (VF : Frédéric Souterelle) : Shérif Walter Tubb[10]
- Sharon Taylor (VF : Céline Ronté) : Elena Sosa[11] (saison 1)
- Kyle Schmid (VF : Eilias Changuel) : John Wayne Kleinsasser[8] (saison 1)
- Michelle Forbes (VF : Isabelle Gardien) : Margaret Kleinsasser[12] (saison 1)
- Britt Robertson (VF : Rebecca Benhamour) : Cheyenne Kleinsasser[12] (saison 1)
- Michael Raymond-James (VF : Marc Arnaud) : Blake Kleinsasser[12] (saison 1)
- Ryan Dorsey (VF : Romain Altché) : Rand Kleinsasser[12] (saison 1)
- Michelle Veintimilla (en) (VF : Valérie Bescht) : Rosie Amaya[13] (saison 1)
- Sebastian Roché (VF : Philippe Vincent) : Sheriff Wagy[13] (saison 1)
- Carlos Gómez (VF : Stefan Godin) : Gil Amaya[9] (saison 1)
- Zoë Noelle Baker (VF : Clara Soares) : Phoebe Leyendecker, fille de Scarlet[9]

Introduits dans la saison 2
- Arturo Del Puerto (VF : Boris Rehlinger) : T-Lock (saison 2)
- Michael Malarkey (VF : Pascal Nowak) : Shérif-Adjoint Harvey (saison 2)
- J. Anthony Pena (VF : Christophe Lemoine) : Shérif-Adjoint Poppernak (saison 2)
- T.V. Carpio (VF : Caroline Santini) : Rachel (saison 2)
- Madelyn Kientz (VF : Lisa Caruso) : Max (saison 2)
- Jeremy Ray Taylor (VF : Oscar Douieb) : Bridger Ryan (saison 2)
- Troy Leigh-Anne Johnson (VF : Kaïna Blada) : Harper (saison 2)
- Lola Skye Reid (VF : Clara Quilichini) : Madison Ryan (saison 2)
- Romy Rosemont (VF : Brigitte Berges) : Agatha (saison 2)
- Ryan O'Nan (VF : Nessym Guetat) : Donno (saison 2)
- David Meunier (VF : Loïc Houdré) : Dietrich (saison 2)
- Vinny Chhibber (VF : Jim Redler) : Jag Bhullar (saison 2)
- Jinder Mahal (VF : Günther Germain) : Dhruv (saison 2)
- Constance Zimmer (VF : Nathalie Homs) : Alicia Corrigan (saison 2)
- Bernard White (VF : Jean-Pol Brissart) : Veer Bhullar (saison 2)

Introduits dans la saison 3
- Seth Gabel (VF : Jérémy Prévost): Walter (saison 3)
- Henry Ian Cusick (VF : Bruno Choël): Avery (saison 3)
- Rex Linn (VF : Patrick Messe): Buck Barnes (saison 3)
- Luke Mitchell (VF : Juan Llorca) : Cormac Barnes (saison 3)
- Cree Cicchino (VF : Diane Kristanek) : Emily Arlen (saison 3)
- Anirudh Pisharody (VF : Adrien Larmande) : Luke (saison 3)
- Madalyn Horcher (VF : Joséphine Ropion) : Paige (saison 3)
- Rosanna Arquette (VF : Emmanuèle Bondeville) : Virginia « Gigi » Cessna (saison 3)
- Angelique Cabral (VF : Olivia Luccioni) : Carla De Lugo (saison 3)

Version française : 
- Adaptation des dialogues : -

 Source et légende : version française (VF) sur RS Doublage

## Production

### Développement
Le 4 mai 2021, la série est renouvelée pour une deuxième saison, et une troisième saison le 13 mai 2022.
Le 12 mai 2023, la série est annulée.

### Attribution des rôles
Entre février et août 2020, les rôles principaux ont été attribués à John Carroll Lynch, Dedee Pfeiffer, Ryan Phillippe, Katheryn Winnick, Brian Geraghty, Kylie Bunbury, Natalie Alyn Lind, Jesse James Keitel, Jade Pettyjohn et Valerie Mahaffey.
En octobre 2020, les rôles récurrents ont été attribués à Brooke Smith, Jeffrey Joseph, Gage Marsh et Gabriel Jacob-Cross.
En juillet 2021, Omar Metwally est promu à la distribution principale pour la deuxième saison. Britt Robertson et Michelle Forbes ne seront pas de retour.
En août 2021, la production engage Janina Gavankar, Jamie-Lynn Sigler, Madelyn Kientz, Troy Johnson, Lola Reid, Jeremy Ray Taylor (en), T.V. Carpio et Arturo Del Puerto (en), ainsi que Logan Marshall-Green.

### Tournage
Le tournage a démarré le 27 août 2020 et doit se terminer le 13 janvier 2021 à Pitt Meadows, Colombie-Britannique.
Le tournage devait initialement avoir lieu à Albuquerque et à Las Vegas (Nevada) mais en juillet 2020, la série a dù être déplacée à Vancouver, à cause de la pandémie de Covid-19,,.
Pour la deuxième saison, la production déménage à Rio Rancho, au Nouveau-Mexique.

### Fiche technique
Sauf indication contraire, les informations mentionnées dans cette section peuvent être confirmées par la base de données cinématographiques IMDb,  présente dans la section « Liens externes ».
- Titre original : Big Sky
- Création : David E. Kelley
- Réalisation : Paul McGuigan
- Scénario : David E. Kelley, Maria Sten, C. J. Box et Annakate Chappell
- Direction artistique : Ross Dempster
- Décors : Dominique Fauquet-Lemaitre
- Costumes : Carla Hetland
- Photographie : Oliver Bokelberg
- Montage : David Beatty et Noah Pontell
- Musique : Trevor Morris
- Casting : Eric Dawson, Carol Kritzer et Robert J. Ulrich
- Production : Cecil O'Connor et Matthew Tinker

Coproduction : Chris Nguyen-Gia
Consultant : Jonathan Shapiro
Exécutive : David E. Kelley, Morenike Balogun, Ross Fineman, Matthew Gross, Gwyneth Horder-Payton, Paul McGuigan et C. J. Box
- Société(s) de production : Fineman Entertainment, David E. Kelley Productions, A&E Studios, 20th Television
- Société(s) de distribution (télévision) : ABC (États-Unis) ; CTV (Canada) ; Walt Disney Television (Mondial)
- Pays d'origine :  États-Unis
- Langue originale : anglais
- Format : couleur - 16:9 - son stéréo
- Genre : drame
- Dates de sortie :
  - États-Unis / Canada : 17 novembre 2020

## Épisodes

### Première saison (2021)
Composée de seize épisodes et découpée en deux parties, la saison reprend, après une pause, à partir du dixième épisode le 13 avril 2021.
La série se situe au temps présent, il est mentionné dans le pilote que le All in Bar, utilisé par le shérif, a fermé ses portes en raison de la pandémie de Covid-19 aux États-Unis. Aucun personnage ne porte de masque.
| #  | Titres                                                                            | Réalisateur(s)        | Scénario                              | Date de diffusion | Date de diffusion française sur Disney+ | Code de production |
| -- | --------------------------------------------------------------------------------- | --------------------- | ------------------------------------- | ----------------- | --------------------------------------- | ------------------ |
| 1  | Pilote Pilot                                                                      | Paul McGuigan         | David E. Kelley                       | 17 novembre 2020  | 23 février 2021                         | 101                |
| 2  | Nulle part où aller Nowhere to Run                                                | Paul McGuigan         | David E. Kelley                       | 24 novembre 2020  | 23 février 2021                         | 102                |
| 3  | Le Grand Rick The Big Rick                                                        | Gwyneth Horder-Payton | David E. Kelley Jonathan Shapiro      | 1er décembre 2020 | 26 février 2021                         | 103                |
| 4  | Un travail à terminer Unfinished Business                                         | Tasha Smith           | Annakate Chappell Matthew Tinker      | 8 décembre 2020   | 5 mars 2021                             | 104                |
| 5  | Un bon jour pour mourir A Good Day to Die                                         | Jennifer Lynch        | Jonathan Shapiro                      | 15 décembre 2020  | 12 mars 2021                            | 105                |
| 6  | Les loups sont toujours assoiffés de sang The Wolves Are Always Out for Blood     | Mark Tonderai         | Maria Sten                            | 26 janvier 2021   | 19 mars 2021                            | 106                |
| 7  | Je tombe en ruines I Fall to Pieces                                               | Jennifer Lynch        | Annakate Chappell Matthew Tinker      | 2 février 2021    | 26 mars 2021                            | 107                |
| 8  | La fin est proche The End is Near                                                 | Hanelle Culpepper     | Morenike Balogun                      | 9 février 2021    | 2 avril 2021                            | 108                |
| 9  | Que ce soit lui Let It Be Him                                                     | Michael Goi           | Jonathan Shapiro                      | 16 février 2021   | 9 avril 2021                            | 109                |
| 10 | Imaginer le pire Catastrophic Thinking                                            | Gwyneth Horder-Payton | Annakate Chappell et Matthew Tinker   | 13 avril 2021     | 21 mai 2021                             | 110                |
| 11 | Toutes sortes de serpents All Kinds of Snakes                                     | Gwyneth Horder-Payton | Elwood Reid et Maria Sten             | 13 avril 2021     | 28 mai 2021                             | 111                |
| 12 | Pas mieux que des chiens No Better Than Dogs                                      | Oliver Bokelberg      | Elwood Reid et Brian McCauley Johnson | 20 avril 2021     | 4 juin 2021                             | 112                |
| 13 | Le Lion blanc White Lion                                                          | Christina Voros       | Elwood Reid et Morenike Balogun       | 27 avril 2021     | 11 juin 2021                            | 113                |
| 14 | De gentils animaux Nice Animals                                                   | Michael Goi           | Elwood Reid et Jonathan Shapiro       | 4 mai 2021        | 18 juin 2021                            | 114                |
| 15 | Des racines amères Bitter Roots                                                   | Alonso Alvarez        | Elwood Reid et Dominique Holmes       | 11 mai 2021       | NC                                      | 115                |
| 16 | L'amour est une chose étrange et dangereuse Love is a Strange and Dangerous Thing | Michael Goi           | Annakate Chappell et Matthew Tinker   | 18 mai 2021       | NC                                      | 116                |

### Deuxième saison (2021-2022)
Elle est diffusée depuis le 30 septembre 2021 sur ABC. Après une pause hivernale de deux mois, la diffusion reprend le 24 février 2022.
1. Debout là-dedans ! (Wakey, Wakey)
2. Myrtille (Huckleberry)
3. Il faut jouer le jeu (You Have to Play Along)
4. Aller droit au but (Gettin' Right to It)
5. Mère nourricière (Mother Nurture)
6. Un porte bonheur en forme de cœur (Heart-shaped Charm)
7. Petites boîtes (Little Boxes)
8. La fin n'a pas de fin (The End Has No End)
9. Une confiance mise à l'épreuve (Trust Issues)
10. Joyeuses pensées (Happy Thoughts)
11. Ne pas nuire (Do No Harm)
12. Un bon garçon (A Good Boy)
13. Des nouvelles du transport (The Shipping News)
14. La Position du mort flottant (Dead Man's Float)
15. Le Muffin ou le Marteau (The Muffin or the Hammer)
16. Les clés du Royaume (Keys to the Kingdom)
17. Affaires de famille (Family Matters)
18. Pêcher quelques poissons (Catch a Few Fish)

### Troisième saison (2022-2023)
Cette saison de treize épisodes est diffusée depuis le 21 septembre 2022.
1. Camping de Luxe (Do You Love An Apple)
2. Que la forêt est profonde, sombre et belle (The Woods Are Lovely, Dark and Deep)
3. Une brève histoire du crime (A Brief History of Crime)
4. Charognes (Carrion Comfort)
5. En chair en os (Flesh and Blood)
6. Le sac et la boite (The Bag and the Box)
7. Venez me chercher (Come Get Me)
8. Chasse au canard (Duck Hunting)
9. Il n'y a pas fumée sans feu (Where There's Smoke There's Fire)
10. Une fine couche de roches (A Thin Layer of Rock)
11. Super renards (Super Foxes)
12. Folie ou déraison ? (Are You Mad?)
13. Ce vieux sentiment (That Old Feeling)